# 貝氏耳紋珊瑚
貝氏耳紋珊瑚（學名：Oulophyllia bennettae）是屬於石珊瑚目菊珊瑚科耳紋珊瑚屬的一種珊瑚，主要分佈於西印度洋與東太平洋部分海域。目前與貝氏耳紋珊瑚同為耳紋珊瑚屬的珊瑚只有兩種，為卷曲耳紋珊瑚（Oulophyllia crispa）與李氏耳紋珊瑚（Oulophyllia levis）。

## 外部連結
- （英文）貝氏耳紋珊瑚，內有珊瑚圖片與分布地圖
- （英文）貝氏耳紋珊瑚於NCBITaxonomy（页面存档备份，存于）